# コウシンソウ
コウシンソウ（庚申草。学名：Pinguicula ramosa Miyoshi ex Yatabe）は、タヌキモ科ムシトリスミレ属に分類される食虫植物である。本州東部の一部の山岳部における固有種として知られる。国の植物レッドデータブックで、絶滅危惧II類に指定されている。1890年に三好学により栃木県の庚申山で発見され、山の名前をとってコウシンソウと命名された。

## 分布
現在知られているコウシンソウの自生地は栃木県の庚申山、男体山、女峰山及び群馬県の袈裟丸山のみである。これらの中で庚申山の自生地は、日本において国の特別天然記念物に指定している。本種の生育地は、これらの山の標高1200 mから2200 m付近の切り立った崖であり、その環境は常に霧が流れて寒冷多湿である。夏でも気温は25 ℃を上回らない。いくばくかの群落を形成する場所は庚申山の数箇所のみであるが、群落は目立たず、垂壁や崖等の危険な場所に存在する上に、特に目印などは無いため、観察のためには、群落の位置を知る者の案内が必要である。

## 特徴
植物体は葉がロゼット状に広がり直径は3 cm以下。6月から7月に高さ5 cm前後の花茎を伸ばし、薄紫色の直径5 mmから10 mm程度の花を咲かせる。近縁のムシトリスミレに似るが、一回り小型な点、花の色がやや薄い点、花茎はしばしば二股に分岐する点が、本種の特徴とされている。
なお、花軸は開花時には横を向くが、結実すると上に反り返り、株の位置より上の位置に種子を押し付ける性質を有する。このため、一列に並んだ小群落を形成する場合が有る。秋になると中心部に芽が固く集まった冬芽を作り、春までの期間を休眠する。
食虫植物としての捕虫部は葉や花茎で、これらから分泌した粘液で小さな虫などを捕らえ、消化吸収して自らの栄養分としている。